# Szász Menyhért
Szász Menyhért, született Schwarz (Budapest, 1893. május 8. – Budapest, 1939. február 2.) magyar költő, író, újságíró.

## Élete
Schwarz Bernát szeszfőző és Klein Cecília fia. Középiskolai és egyetemi tanulmányait Budapesten végezte. Korán kezdett versekkel foglalkozni. Művei megjelentek a Nyugatban, a Vasárnapi Újságban és az Új Időkben, s ezeket Ady Endre, Kosztolányi Dezső és Somlyó Zoltán is elismerő kritikával fogadta. Az első világháború után A Reggel munkatársa, majd 1929-től a Magyar Országos Tudósítónál dolgozott. 1935-től A magyar sajtó évkönyve társszerkesztőjeként működött. Több verseskötete jelent meg. Ifjúsági regényeket is írt.

## Magánélete
Felesége Marschalkó Karolina (1893–1957) volt, Marschalkó Kálmán és Domonkos Karolina lánya, akivel 1919. június 16-án Budapesten, a Terézvárosban kötött házasságot.

## Főbb művei
- Az emeletünkön (versek, Budapest, 1913)
- Ének a néma mankókról (1914)
- Bőrharisnya, cserkészek diadal (ifjúsági regény, Sopron, 1916)
- IV. B. (ifjúsági regény, Budapest., 1922)
- Húsból és vérből (versek, 1933)